# Buno-Bonnevaux
Buno-Bonnevaux település Franciaországban, Essonne megyében. Lakosainak száma 523 fő (2022. január 1.). Buno-Bonnevaux Maisse, Nanteau-sur-Essonne, Tousson, Boigneville, Gironville-sur-Essonne, Milly-la-Forêt, Oncy-sur-École és Prunay-sur-Essonne községekkel határos.

## Népesség
A település népességének változása:
| Lakosok száma | 484  | 458  | 453  | 442  | 437  | 434  | 464  | 493  | 523  |
|               | 2013 | 2015 | 2016 | 2017 | 2018 | 2019 | 2020 | 2021 | 2022 |